# Deutsche Reichsbahn

Logo Deutsche Reichsbahn tijdens de DDR

De Deutsche Reichsbahn Gesellschaft was tussen 1920 en 1937 de nationale spoorwegmaatschappij van het Duitse Rijk. Op 10 februari 1937 werd de maatschappij genationaliseerd en onderdeel van het Reichsverkehrsministerium. Dorpmüller werd Reichsverkehrsminister en tevens directeur-generaal van de spoorwegen onder de nieuwe naam Deutsche Reichsbahn. Afkortingen van de naam tot DRG, DRB of DR werden in die tijd vermeden. De naam Deutsche Reichsbahn (afgekort: DR) werd vervolgens ook gebruikt door de nationale spoorwegmaatschappij van de Duitse Democratische Republiek tussen 1945 en 1994.
Tegenwoordig worden de afkortingen gebruikt om aan te duiden welke periode van de Deutsche Reichsbahn het betreft: DRG voor de periode 1920-1937, DRB voor de periode 1937-1949 en DR voor de periode 1949-1994. Dit bijvoorbeeld voor de aanduiding van de Baureihen van (stoom)locomotieven, afhankelijk van het (eerste) bouwjaar.
De Deutsche Reichsbahn ontstond na afloop van de Eerste Wereldoorlog. Duitsland was voordien een federatie waarin iedere deelstaat zijn eigen spoorwegbedrijf had (de zogenaamde Länderbahnen). Deze spoorwegbedrijven fuseerden in 1920 tot de Deutsche Reichseisenbahnen, die in 1924 werd omgevormd tot de Deutsche Reichsbahn Gesellschaft. Tijdens de Tweede Wereldoorlog speelde de Deutsche Reichsbahn een grote rol in de Duitse oorlogsvoering. De Reichsbahn werd gebruikt voor de bevoorrading van de troepen, met name aan het Oostfront waar door de Reichsbahn en de Wehrmacht alleen al tussen 22 juni en 8 oktober 1941 16.148 kilometer van de spoorwegen in de Sovjet-Unie van breedspoor naar normaalspoor werd omgebouwd. Daarnaast werden miljoenen Joden door de Reichsbahn in goederenwagens naar de vernietigingskampen gereden.
Na de Tweede Wereldoorlog viel Duitsland uiteen in vier bezettingszones. De Reichsbahn werd overeenkomstig opgesplitst. In de voormalige gebieden van het Duitse Rijk in het oosten ging het eigendom over op de Poolse spoorwegmaatschappij PKP en de Russische spoorwegen. Ook de Österreichische Bundesbahnen die in 1938 door de Deutsche Reichsbahn waren overgenomen werden weer zelfstandig. Vanaf 1946 werkten de Reichsbahndirecties in de Britse zone en de Amerikaanse zone samen en verplaatsten onder de naam Deutsche Reichsbahn im Vereinigten Wirtschaftsgebiet in 1947 hun hoofdkantoor naar Offenbach am Main. Na de stichting van de Bondsrepubliek Duitsland in 1949 ging de Reichsbahn in de Franse sector samen met de andere Reichsbahn van de Britse en Amerikaanse zone op 7 september 1949 over in de Deutsche Bundesbahn (afgekort: DB). De spoorwegen in het Saarland kwamen in 1957 bij de Bundesbahn.
In de Duitse Democratische Republiek bleef de naam Deutsche Reichsbahn gehandhaafd, voornamelijk omdat de geallieerden bij het Akkoord van Potsdam het treinvervoer in geheel Berlijn hadden opgedragen aan de Deutsche Reichsbahn. Bovendien stond de grond waarop de spoorlijnen en stationsgebouwen gelegen waren, tot aan de hereniging van Duitsland op naam van de vooroorlogse Deutsche Reichsbahn. Door het handhaven van de oude naam liet de spoorwegmaatschappij van de DDR haar rechten gelden in West-Berlijn. De spoorwegen werden als middel gebruikt voor DDR-vlagvertoon in West-Berlijn. Een voorbeeld hiervan is de S-Bahn, die ondanks de grote verliezen en een boycot door de West-Berlijners, tot 1984 door de Deutsche Reichsbahn werd uitgevoerd. Ook bij een staking van West-Berlijnse machinisten werden er pogingen gedaan deze te breken door de Sovjet-militairen op West-Berlijns grondgebied. Na de val van de Berlijnse Muur in 1989 en de opheffing van de DDR in 1990 fuseerden de Deutsche Reichsbahn en de Deutsche Bundesbahn in 1994 tot de Deutsche Bahn (afgekort: DB).